# Emilio Tuya García
Emilio Tuya García (Gijón, 20 de febrero de 1880 - 22 de diciembre de 1974) fue un abogado español,  jefe mayor del Cuerpo Pericial de Aduanas, alcalde de Gijón, presidente del Real Sporting de Gijón, presidente del Real Club Astur de Regatas, y socio fundador del Real Grupo de Cultura Covadonga.

## Biografía
Nacido del matrimonio entre el militar gijonés Hermenegildo Tuya González y  Ramona García Cañedo, estudió en el Real Instituto Jovellanos y se licenció en derecho en la Universidad de Oviedo, aprobando posteriormente en Madrid las oposiciones para la aduana, obteniendo plaza en la de Gijón. Se casó en la Iglesia de San Lorenzo con Herminia Valdés Buznego. No tuvo descendencia.